# Chungking Mansions
Chungking Mansions est un immeuble situé sur Nathan Road à Tsim Sha Tsui, Kowloon, Hong Kong. Hébergeant près de 4 000 personnes, il abrite également de nombreux hôtels bon marché, restaurants, magasins de vêtements ou bureaux de change. Son atmosphère particulière lui a valu d'être comparé à l'ancienne Citadelle de Kowloon ou d'être décrit comme « le monde dans un immeuble ».

## Structure
Chungking Mansions compte 17 étages et est divisé en 5 blocs appelés A, B, C, D et E. Chaque bloc comporte 2 ascenseurs, l'un desservant les étages pairs et l'autre les étages impairs.

## Emplacement
Chungking Mansions se situe au 36–44 Nathan Road, à proximité des stations de MTR Tsim Sha Tsui et East Tsim Sha Tsui.

## Diversité
Chungking Mansions se distingue par la diversité de ses occupants. Il est estimé que des gens de plus de 120 nationalités différentes passent par Chungking Mansions chaque année.
Le bâtiment est un lieu où se retrouvent beaucoup de minorités ethniques de Hong Kong, en particulier d'Asie du Sud (indiens, népalais, pakistanais, bengalis et sri lankais), du Moyen-Orient, d'Afrique (nigériens et soudanais) mais aussi des backpackers d'Amérique, d'Europe et d'Asie.
Il est estimé en 2008 que 20% des téléphones mobiles utilisés en Afrique ont transité par Chungking Mansions.

## Hôtels
Chungking Mansions est l'immeuble de Hong Kong comportant le plus de chambres d'hôtel : près de 2 000 au total. Offrant l'hébergement le plus bon marché de Hong Kong, Chungking Mansions est devenu une référence pour les backpackers et les voyageurs à petit budget,.

## Sécurité
Chungking Mansions est régulièrement pointé du doigt pour ses risques d'incendie. Un feu éclate en septembre 1966, forçant ses habitants à évacuer l'immeuble. Six boutiques furent détruites et la fumée fit de nombreux dégâts. Le sinistre fut estimé à 3 millions de Dollar de Hong Kong. En février 1988, un touriste danois fut tué lors d'un incendie dans son hôtel au 11e étage.
Les labyrinthes de Chungking Mansions servent souvent de cachette aux trafiquants de drogue, escrocs, marchands de contrebande, petits délinquants et immigrants clandestins. Des descentes de police surviennent fréquemment, occasionnant des expulsions,.
En 2003, 330 caméras sont installées, couvrant 70% de l'espace public de Chungking Mansions.

## Dans la culture populaire
Le film Chungking Express (titré en chinois La jungle de Chungking) a été filmé et se déroule en partie à Chungking Mansions.
Un épisode de Voyage au bout de l'enfer évoque un rendez-vous à Chungking Mansions pour organiser la contrebande d'une centaine de kilos d'or au Népal.